# Cucujiformia
L'infraordine dei Cucujifomia (Lameere, 1938), è un vasto raggruppamento dell'ordine dei Coleoptera (sottordine Polyphaga). Il raggruppamento è eterogeneo per quanto riguarda l'etologia e annovera, fra le altre, famiglie di grande importanza agraria perché comprendenti numerose specie fitofaghe o perché comprendenti predatori.

## Sistematica
L'infraordine Cucujiformia si suddivide in sei superfamiglie:
- Superfamiglia Lymexyloidea Fleming, 1821
  - Famiglia Lymexylidae Fleming, 1821

- Superfamiglia Cleroidea Latreille, 1802
  - Famiglia Phloiophilidae Kiesenwetter, 1863
  - Famiglia Trogossitidae Latreille, 1802
  - Famiglia Chaetosomatidae Crowson, 1952
  - Famiglia Metaxinidae Kolibáč, 2004
  - Famiglia Thanerocleridae Chapin, 1924
  - Famiglia Cleridae Latreille, 1802
  - Famiglia Acanthocnemidae Crowson, 1964
  - Famiglia Phycosecidae Crowson, 1952
  - Famiglia Prionoceridae Lacordaire, 1857
  - Famiglia Mauroniscidae Majer, 1995
  - Famiglia Melyridae Leach, 1815

- Superfamiglia Cucujoidea Latreille, 1802
  - Famiglia †Parandrexidae Kirejtshuk, 1994
  - Famiglia †Sinisilvanidae Hong, 2002
  - Famiglia Boganiidae Sen Gupta and Crowson, 1966
  - Famiglia Byturidae Gistel, 1848
  - Famiglia Helotidae Chapuis, 1876
  - Famiglia Protocucujidae Crowson, 1954
  - Famiglia Sphindidae Jacquelin du Val, 1860
  - Famiglia Biphyllidae LeConte, 1861
  - Famiglia Erotylidae Latreille, 1802
  - Famiglia Monotomidae Laporte, 1840
  - Famiglia Hobartiidae Sen Gupta and Crowson, 1966
  - Famiglia Cryptophagidae Kirby, 1826
  - Famiglia Agapythidae Sen Gupta and Crowson, 1969
  - Famiglia Priasilphidae Crowson, 1973
  - Famiglia Phloeostichidae Reitter, 1911
  - Famiglia Silvanidae Kirby, 1837
  - Famiglia Cucujidae Latreille, 1802
  - Famiglia Myraboliidae Lawrence and Britton, 1991
  - Famiglia Cavognathidae Sen Gupta and Crowson, 1966
  - Famiglia Lamingtoniidae Sen Gupta and Crowson, 1969
  - Famiglia Passandridae Blanchard, 1845
  - Famiglia Phalacridae Leach, 1815
  - Famiglia Propalticidae Crowson, 1952
  - Famiglia Laemophloeidae Ganglbauer, 1899
  - Famiglia Tasmosalpingidae Lawrence and Britton, 1991
  - Famiglia Cyclaxyridae Gimmel, Leschen and Ślipiński, 2009
  - Famiglia Kateretidae Kirby, 1837
  - Famiglia Nitidulidae Latreille, 1802
  - Famiglia Smicripidae Horn, 1880
  - Famiglia Bothrideridae Erichson, 1845
  - Famiglia Cerylonidae Billberg, 1820
  - Famiglia Alexiidae Imhoff, 1856
  - Famiglia Discolomatidae Horn, 1878
  - Famiglia Endomychidae Leach, 1815
  - Famiglia Coccinellidae Latreille, 1807
  - Famiglia Corylophidae LeConte, 1852
  - Famiglia Akalyptoischiidae Lord, Hartley, Lawrence, McHugh and Miller, 2010
  - Famiglia Latridiidae Erichson, 1842

- Superfamiglia Tenebrionoidea Latreille, 1802
  - Famiglia Mycetophagidae Leach, 1815
  - Famiglia Archeocrypticidae Kaszab, 1964
  - Famiglia Pterogeniidae Crowson, 1953
  - Famiglia Ciidae Leach, 1819
  - Famiglia Tetratomidae Billberg, 1820
  - Famiglia Melandryidae Leach, 1815
  - Famiglia Mordellidae Latreille, 1802
  - Famiglia Ripiphoridae Gemminger, 1870 (1855)
  - Famiglia Zopheridae Solier, 1834
  - Famiglia Ulodidae Pascoe, 1869
  - Famiglia Promecheilidae Lacordaire, 1859
  - Famiglia Chalcodryidae Watt, 1974
  - Famiglia Trachelostenidae Lacordaire, 1859
  - Famiglia Tenebrionidae Latreille, 1802
  - Famiglia Prostomidae Thomson, 1859
  - Famiglia Synchroidae Lacordaire, 1859
  - Famiglia Stenotrachelidae Thomson, 1859
  - Famiglia Oedemeridae Latreille, 1810
  - Famiglia Meloidae Gyllenhal, 1810
  - Famiglia Mycteridae Oken, 1843
  - Famiglia Boridae Thomson, 1859
  - Famiglia Trictenotomidae Blanchard, 1845
  - Famiglia Pythidae Solier, 1834
  - Famiglia Pyrochroidae Latreille, 1806
  - Famiglia Salpingidae Leach, 1815
  - Famiglia Anthicidae Latreille, 1819
  - Famiglia Aderidae Csiki, 1909
  - Famiglia Scraptiidae Gistel, 1848

- Superfamiglia Chrysomeloidea Latreille, 1802
  - Famiglia Oxypeltidae Lacordaire, 1868
  - Famiglia Vesperidae Mulsant, 1839
  - Famiglia Disteniidae Thomson, 1861
  - Famiglia Cerambycidae Latreille, 1802
  - Famiglia Megalopodidae Latreille, 1802
  - Famiglia Orsodacnidae Thomson, 1859
  - Famiglia Chrysomelidae Latreille, 1802

- Superfamiglia Curculionoidea Latreille, 1802
  - Famiglia Nemonychidae Bedel, 1882
  - Famiglia Anthribidae Billberg, 1820
  - Famiglia †Ulyanidae Zherikhin, 1993
  - Famiglia Belidae Schönherr, 1826
  - Famiglia Caridae Thompson, 1992
  - Famiglia Attelabidae Billberg, 1820
  - Famiglia Brentidae Billberg, 1820
  - Famiglia Dryophthoridae Schönherr, 1825
  - Famiglia Brachyceridae Billberg, 1820
  - Famiglia Curculionidae Latreille, 1802